# Dunja Zdouc
Dunja Zdouc, född 3 januari 1994 i Klagenfurt, är en österrikisk skidskytt. Vid världsmästerskapen i skidskytte 2021 i Pokljuka tog hon tillsammans med David Komatz, Simon Eder och Lisa Theresa Hauser silver i mixstafett. 
Zdouc deltog vid olympiska vinterspelen 2018 i Pyeongchang.

## Resultat

### Världscupen

#### Pallplatser i lag
| Säsong  | Datum            | Plats         | Disciplin  | Placering | Lagkamrat(er)          |
| ------- | ---------------- | ------------- | ---------- | --------- | ---------------------- |
| 2020/21 | 10 februari 2021 | Pokljuka (VM) | Mixstafett | 2:a       | Komatz / Eder / Hauser |

### Olympiska spel
| Tävling          | Distans | Sprint | Jaktstart | Masstart | Stafett | Mixstafett |
| ---------------- | ------- | ------ | --------- | -------- | ------- | ---------- |
| Pyeongchang 2018 | 58:e    | 48:e   | 58:e      | –        | –       | —          |

### Världsmästerskap
| Tävling         | Distans | Sprint | Jaktstart | Masstart | Stafett | Mixstafett | Singelmix |
| --------------- | ------- | ------ | --------- | -------- | ------- | ---------- | --------- |
| Kontiolax 2015  | 30:e    | 17:e   | 22:a      | 29:e     | 10:e    | –          | i.u.      |
| Oslo 2016       | 52:a    | 58:e   | 28:e      | –        | 12:e    | 5:e        | i.u.      |
| Hochfilzen 2017 | 11:e    | 47:e   | 44:a      | –        | DSQ     | –          | i.u.      |
| Antholz 2020    | –       | 64:e   | –         | –        | –       | –          | –         |
| Pokljuka 2021   |         | 38:e   |           |          |         | Silver     |           |